# Baaz Árabe
Baaz Árabe (Árabe: البعث العربي Al-Ba'ath Al-'Arabiy) también conocido como el Partido Baaz Árabe fue un partido político nacionalista árabe fundado en Siria por Zaki al-Arsuzi en 1940.
Anteriormente, Arsuzi era miembro de la Liga de Acción Nacionalista pero se fue en 1939 después de que su líder popular muriera y el partido cayera en un caos, fundó el efímero Partido Nacional Árabe en 1939 y lo disolvió ese mismo año. Formó el Ba'ath Árabe en 1940 y sus puntos de vista influyeron en Michel Aflaq que, junto con su socio menor Salah al-Din al-Bitar, fundó el Movimiento del Renacimiento Árabe en 1940 que más tarde se rebautizó como el Movimiento Baaz Árabe en 1943. Aunque Aflaq fue influenciado por él, Arsuzi inicialmente no cooperó con el movimiento de Aflaq. Arsuzi sospechaba que la existencia del Movimiento del Renacimiento Árabe, que ocasionalmente se titulaba "Baaz Árabe" durante 1941, era parte de un complot imperialista para evitar su influencia sobre los árabes creando un movimiento del mismo nombre.
Un conflicto significativo entre los movimientos de Arsuzi y Aflaq ocurrió cuando discutieron sobre el tema del golpe de Estado de 1941 por Rashid Ali al-Gailani y la posterior Guerra anglo-iraquí. El movimiento de Aflaq apoyó al gobierno de al-Gaylani y la guerra del gobierno iraquí contra los británicos, y organizó voluntarios para ir a Irak y luchar por el gobierno iraquí. Sin embargo, Arsuzi se opuso al gobierno de al-Gaylani, considerando que el golpe fue mal planificado y un fracaso. En este punto, el partido de Arsuzi perdió miembros y apoyo que se transfirieron al movimiento de Aflaq.
Posteriormente, la influencia directa de Arsuzi en la política árabe colapsó después de que las autoridades francesas de Vichy lo expulsaran de Siria en 1941. La siguiente gran acción política de Aflaq fue su apoyo a la guerra de independencia libanesa de Francia en 1943. Los dos movimientos finalmente se fusionaron en 1947 sin la participación de Arsuzi.